# Lourenço de Castro
Lourenço de Castro (Lisboa, c. 1620 — Miranda do Douro, 13 de agosto de 1684) foi o 14.º bispo da Diocese de Angra, tendo-a governado entre 1671 e 1678. Foi também o 16.º bispo da Diocese de Miranda, para a qual foi transferido em 1681 e que governou até falecer. Durante a sua estadia em Angra foi designado confessor do rei D. Afonso VI de Portugal, então recluso no Castelo de São João Baptista do Monte Brasil daquela cidade.

## Biografia
D. Frei Lourenço de Castro era filho de Pedro de Melo, Senhor de Parada e Sangunhedo (Boticas) de juro e herdade e provedor da alfândega de Lisboa, e de sua mulher Lourença da Costa, aparentada com a família Homem, dos Senhores da Lajeosa.
Professou em 1637 na Ordem de São Domingos. Doutorou-se em Teologia na Universidade de Coimbra, notabilizando-se pela sua capacidade na retórica. Foi prior dos conventos da sua Ordem na Batalha e em Benfica.
Serviu D. Afonso VI como seu pregador (Pregador da Capela Real) e prestou-se a ser uma das testemunhas que, no julgamento do caso de anulação do matrimónio do rei, abonou a sua impotência sexual, com a qual se justificou a nulidade do conúbio com D. Maria Francisca. Cerca de dez anos volvidos, em 1681, seria um dos poucos bispos ultramarinos a regressar a uma diocese do reino (Miranda). Para esta transferência também deve ter concorrido o seu correligionário D. Frei Manuel Pereira, bispo resignatário do Rio de Janeiro e, naquele tempo, Secretário de Estado. Os dois tinham que se conhecer, não só pelos altos cargos que já tinham ocupado anteriormente na Ordem de São Domingos, mas ainda porque ambos tomaram o hábito no Convento de Benfica. D. Frei Manuel Pereira professara em abril de 1638 e D. Frei Lourenço de Castro em 1637.
Apresentado para o lugar de bispo de Angra, foi confirmado a 18 de maio de 1671, entrando na diocese a 11 de Novembro daquele mesmo ano. Foi o primeiro bispo nomeado para Angra ao fim de 34 anos de Sé vacante, no contexto da Restauração. Foi recebido junto às Portas do Mar do Cais da Alfândega de Angra com grandes demonstrações de júbilo da população e um discurso do corregedor.
Como bispo, ficou notável pela sua actividade como pregador e pelo seu desprendimento em relação aos bens, distribuindo esmolas com grande liberalidade.
Pouco depois da sua chegada à diocese, a cidade de Angra recebeu inesperadamente o rei D. Afonso VI de Portugal, enviado para o exílio por seu irmão, o regente D. Pedro (futuro rei Pedro II de Portugal). Foi então nomeado confessor real, mas parece que nunca aceitou a honra, embora tenha exercido as funções.
D. Frei Lourenço de Castro benzeu em 1672 a igreja de Nossa Senhora da Guia do Convento de São Francisco de Angra, findas as obras naquele templo conventual. Visitou todas as paróquia da ilha Terceira nos anos de 1673 e de 1678, tendo reformado as divisões paroquiais no noroeste da ilha.
Também visitou a ilha de São Miguel durante o ano de 1674, onde se demorou e fundou o curato da Ribeirinha com a invocação de São Salvador do Mundo, a mesma da sua Sé Catedral de Angra.
Em Janeiro de 1675, quando regressava para a ilha Terceira da sua viagem à ilha de São Miguel, foi obrigado por um temporal a arribar à vila da Calheta da ilha de São Jorge onde, aparentemente receoso do mar, se demorou cerca de um ano, tendo partido para a Terceira apenas a 25 de Janeiro de 1676. Durante a sua estada em São Jorge sagrou a matriz de Velas e eregiu em paroquial a igreja de Santo Amaro, no lugar da Ribeira do Almeida. Também esteve na ilha do Faial.
Foi chamado a Lisboa em 1678, permaneceu em convento da sua Ordem em Benfica até 1681, ano em que foi transferido para a diocese de Miranda. Durante este período de permanência em Benfica foi feito pregador da capela real de D. Pedro II de Portugal.
Frei Luís de Sousa (nome eclesiástico de Manuel de Sousa Coutinho), na sua História de São Domingos, elogia a nobreza e ilustração do Mestre Frei Lourenço de Castro, dedicando-lhe uma extensa nota, a qual afirma:
[…] estava vaga a cadeira episcopal de Angra; o nome de Frei Lourenço foi a melhor consulta. Promoverem-no a ela no ano de 1671; não pareceu, que lha davam, mas que lha restituíam. Experimentou-se melhor o acerto, quando por informes, que vieram do Bispado, se entendeu que tinham mandado antes um esmoler, que um Bispo, porque ainda que estes dois nomes devam ser sinónimos, é muito antiga a queixa de se acharem diversos. A sua família, apoucada em número, honesta em trato; o seu palácio um concertado Convento, e o Bispo um verdadeiro religioso, que nem a Mitra lhe pôde tirar o Capelo […]. Contínuo na assistência da Sé; do coro passava para o confessionário, do altar para o púlpito; verdadeiro Pastor, em todo o lugar o achavam as ovelhas, e de todos saíam melhoradas. As esmolas media pelas rendas, porque tirada pouca porção para o preciso de sua casa, todas as rendas eram para esmolas. Chegavam estas da ilha até à Corte de Lisboa. Experimentava-o a pobre Recoleta de Benfica, e a observantíssima Casa do Sacramento, a que todos os anos acudia com mão larga, estendendo-se também esta a pessoas de que a sua compaixão tinha notícia […]. Chamado da Ilha para esta Corte, o passarão à Mitra de Miranda, no ano de 1681.
Frei Lourenço de Castro faleceu bispo de Miranda, em odor de santidade, a 13 de Agosto de 1684.